# Denário

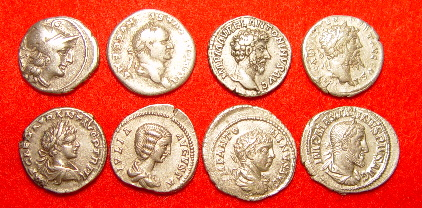
Exemplares de denários romanos

O sistema monetário romano incluía o denário (denarius, em latim, plural denarii), uma pequena moeda de prata que era a de maior circulação no Império Romano.
É geralmente aceito que, no fim da República e no início do Principado, o denário correspondia ao salário diário de um trabalhador. Com um denário seria possível comprar cerca de 8 quilos de pão.  
Segundo a cronologia de maior aceitação, atualmente, entre os estudiosos, o denário foi cunhado pela primeira vez em 211 a.C., durante a República, e valia 10 asses, daí o seu nome, que significa "que contém dez" em latim e em português. Contudo, há autores que defendem que esta moeda começou a ser cunhada em cerca de 187 a.C., em Brútio - outros, como S. I. Kovaliov, defendem que começaram a ser emitidas por volta de 268 a.C. Em torno de 141 a.C., foi reavaliado para 16 asses, devido à diminuição do tamanho do asse. O denário continuou a ser a principal moeda em circulação no Império até sua substituição pelo antoniniano, em meados do século III d.C.. O conteúdo de prata do denário flutuou com o tempo, dependendo das circunstâncias políticas e econômicas, tendo sido reduzido paulatinamente. Um áureo (moeda de ouro) valia 25 denários.
Mesmo após a sua extinção, o denário continuou a servir de unidade de conta no Império Romano. Posteriormente, diversos países adotaram o termo "denário" (ou uma variação) para designar as suas moedas nacionais, como o denier francês e o dinar (دينار) usado em países árabes. A própria palavra dinheiro, em português (dinero, em espanhol e denaro em italiano) vem do latim denarius.